# Ванн, Даррен
Даррен Деон Ванн (англ. Darren Deon Vann род. 21 марта 1971) — американский серийный убийца, действовавший в городе Гэри штат Индиана, в период между январем и октябрем 2014 года. Был признан виновным в убийстве по меньшей мере 7 женщин. До того, как полиция раскрыла убийства, за которые был задержан Ванн, Томас Харгроув, основатель Проекта ответственности за убийство, вместе с заместителем коронера штата Индиана, пытался безуспешно убедить полицию, что было 18 подобных убийств, указывающих на серийного убийцу в районе Гэри, штат Индиана.

## Биография
Даррен Деон Ванн родился 21 марта 1971 года в штате Индиана в афроамериканской семье. C июля 1991 по сентябрь 1993 года проходил службу в Корпусе морской пехоты США, однако был исключен оттуда за неподчинение приказу и агрессивное поведение. В 1995 году женился на Марии Ванн — женщине, которая была на 30 лет старше его и имела сына от первого брака. В 2007 году был арестован за сексуальные домогательства к своей знакомой. Отсидел в тюрьме 90 дней. Выпущен под залог.
28 сентября 2009 года был вновь задержан сотрудниками полиции за изнасилование девушки, совершенное Ванном в 2008 году в городе Остин, штат Техас. Приговорен судом к 5 годам тюрьмы. Выпущен за хорошее поведение условно-досрочно 5 июля 2013 года. Пока Ванн сидел в тюрьме, жена в апреле 2010 года оформила развод.

## Серия убийств
Первое убийство Даррен Деон Ванн совершил в начале января 2014 года, изнасиловав и убив 27-летнюю Таню Гетлин. Следующей жертвой Ванна стала 28-летняя Тейра Бетти, которую преступник изнасиловал, убил и ограбил 13 января 2014 года. Затем, 7 февраля 2014, убийца изнасиловал и задушил 53-летнюю Соню Билингси. Следующее убийство Ванн совершил 19 февраля 2014 года, изнасиловав и убив 36-летнюю мать четверых детей Кристину Уильямс, жертва также подверглась ограблению. Ещё одно преступление Ванн совершил только 26 июня 2014 года, изнасиловав, ограбив и убив 41-летнюю Трейси Мартин.
Затем маньяк бездействовал до начала октября 2014 года. Предпоследнее убийство Даррен Ванн совершил 10 октября 2014 года в городе Мервилль штат Индиана, изнасиловав, убив и ограбив 35-летнюю Аниту Джонс.

## Последнее убийство и арест
Вечером 16 октября 2014 года Ванн пригласил к себе в номер «Motel 6» 19-летнюю Африку Харди, занимающуюся проституцией. После совершения полового акта со своей последней жертвой преступник дождался, пока та пойдет в душ, а затем последовал за ней и утопил в ванной комнате. Затем преступник покинул мотель на своем автомобиле. Однако спустя несколько часов горничная, убирающая в номерах, обнаружила бездыханное тело Харди в ванной комнате и вызвала «скорую» и полицию. Полицейские практически сразу пришли к выводу, что Харди умерла насильственной смертью. Однако преступник, похитив деньги и некоторые ценности, не стал забирать телефон жертвы, чем допустил фатальную ошибку.
Именно в телефоне Африки Харди полицейские среди последних звонков обнаружили номер Даррена Ванна. Уже утром 18 октября 2014 года Даррен Деон Ванн был задержан по подозрению в убийстве Африки Харди. Преступник сдался без сопротивления и практически сразу признал свою вину. Кроме того, вскоре Ванн стал рассказывать и о других убийствах, в которых его изначально никто и не подозревал.
19 октября 2014 года он привел полицейских в заброшенный дом по адресу 415 East 43rd Avenue в городе Гэри, где были найдены тела еще 6 жертв Ванна в разной степени разложения.

## Суд
Первое судебное заседание по делу Даррена Деона Ванна прошло уже 22 октября 2014 года, на нем Ванну была избрана мера пресечения в виде содержания под стражей, кроме того судья отказался устанавливать залог за обвиняемого. Уже 28 октября 2014 преступнику выдвинули обвинения в 7 убийствах, 4 случаях грабежа, 1 изнасилования, также в одном случае нанесения побоев. Обвиняемый признал свою вину лишь частично, признавшись в двух убийствах и грабежах.
17 апреля 2015 года сторона обвинения заявила, что будет требовать для Ванна смертной казни. Судебное разбирательство началось 22 июня 2015 года. В декабре 2015 судья Росс Боссел был заменен по собственному желанию судьей Самуэлем Каппасом. В результате чего слушания были приостановлены сначала до 25 января, а затем до 25 июля 2016 года.
5 августа 2016 года Даррен Деон Ванн через своих адвокатов передал прошение о признании смертной казни в штате Индиана неконституционной мерой наказания. Однако 14 ноября 2016 года прошение Ванна было отклонено.
5 января 2017 года Ванн подал апелляцию, однако уже 24 апреля 2017 она была окончательно отклонена Верховным судом штата Индиана.
На судебном заседании, прошедшем 28 апреля 2017 года, было решено удовлетворить просьбу обвиняемого о слушании его дела коллегией присяжных заседателей. Следующее судебное заседание было назначено на 12 февраля 2018 года. Однако в октябре 2017 года судья Самуэль Каллас перенес начала судебного процесса на 22 октября 2018 года, решено также, что дело будет слушаться судом присяжных, отбор которых начнется 17 сентября 2018 года.
4 мая 2018 года Даррен Деон Ванн пошел на сделку со следствием и признал свою вину во всех семи инкриминируемых ему убийствах. В обмен на это сторона обвинения согласилась не требовать для убийцы смертной казни.
25 мая 2018 года Даррен Деон Ванн был признан виновным в семи убийствах женщин и приговорен к 7 срокам пожизненного лишения свободы без права на досрочное освобождение.